# Пайхан (стоянки)
Пайхан (Paiján) — комплекс археологічних стоянок давніх мешканців Південної Америки — палеоамериканців, що існували у XI- середина IX тисячоліть. Стоянки розміщуються від Ламбаєке до Іка, розташовані у долинак річок Віру та Пакасмайо. Ні на крайньому півдні перуанського узбережжя, ні на узбережжі Еквадору пам'ятників Пайхан немає. Назву отримала від перуанського міста Пайхан на півночі річки Чікама у регіоні Ла-Лібертад. Перша така археологічна пам'ятка виявлена археологами Рафаелєм Ларко і Юніусом Бердом у 1948 році.

## Характеристика
Більшість стоянок розташоване в 10 і більш кілометрах від моря.
Для археологічних пам'яток Пайхан характерні довгі ланцетоподібні або трикутні черешкові наконечники метальних знарядь чи списів. Наконечники мають у довжину 12-22 см і відрізняються витягнутими пропорціями. Кінчик наконечників буває настільки довгим і вузьким, що при попаданні оснащеного їм дротика тварину, що бігла, він повинен був майже напевно ламатися. Тому був зроблений висновок, що подібними наконечниками оснащували не дротики, а остені, якими били рибу в мілководних лагунах. Проте на стоянках Пайхан кісток оленя знайдено більше, ніж хребців великих риб.
Типові біфаси, при цьому найчастіше — це заготівлі для виготовлення знарядь. Багато бічних скребків на відщепах або пластинах, край яких підкориговано односторонньою ретушшю.
Серед пам'яток типу Пайхан зустрінуті як місця видобутку та обробки каменю, так і звичайні стоянки, на яких виявлено багато галькових знарядь і плиток для розтирання на кшталт примітивних зернотерток. У культурному шарі знайдені залишки равликів, кістки риб, ящірок, лисиць і оленя. На стоянці-майстерні Ла-Кумбре знайдені кістки мастодонта і викопного коня, але їх зв'язок з матеріалами типу Пайхан спірний. Знарядний і фауністичний комплекси цього часу свідчать про мисливсько-збиральницькій економіці.
У Ла-Пампа-де-Лос-Фосілес та інших ділянках між долиною Чікама і Пакасмайо на півночі від неї знайдені місця «цехів», де виготовлялися дротики та інші знаряддя. Дротики зазвичай мають коротку рукоятку і можуть бути довгими і ланцетоподібними, але частіше вони зберігають більш-менш трикутну форму. Деякі з них виконані досить незвичайним способом — з тонкого шару рівного кременистого вапняку, і було потрібно всього лише надати їм необхідну форму.
Там також були знайдені грубо виготовлені скребки і леза, хоча немає ніяких стратиграфічних ознак віку, присутності техніки лущення в регіоні.

## Населення
Мешканців стоянок було доволі незначна чисельність. Люди Пжили майже по всьому узбережжю Перу від Ламбайєке до Іки, хоча на північ від Ліми їхніх слідів більше, ніж на південь. По долині річки Касма творці цієї традиції проникли в гори, де черешкові наконечники виявлені в самому нижньому шарі одного з скельних навісів.